# انگور بی‌دانه یاقوتی
انگور بی‌دانه یاقوتی یا انگور بی‌دانه آتشی (به انگلیسی: Flame Seedless) یک رقم انگور رومیزی که در دسته انگورهای معمولی قرار می‌گیرد. انگور آتشی، خوشه‌های بزرگی با دانه‌های متوسط و قرمز شیرین دارد.
این انگور به فصل رشد طولانی نیاز دارد و در مناطق سرد و مرطوب قابلیت کشت ندارند، با این حال، ویژگی‌های خوب آن، به‌ویژه بی‌دانه بودن، شیرینی و ماندگاری طولانی، آن را به یکی از پرمصرف‌ترین انگورهای رومیزی تبدیل کرده‌است.
انگور آتشی توسط جان کواکویچ. جی از آروین، کالیفرنیا، در سال ۱۹۷۳ به ایالات متحده آورده شد. یک انگور با کیفیت باید پررنگ، خوش‌رنگ و محکم به ساقه چسبیده باشد. انگورها معمولاً در بازه برداشت چیده می‌شوند، زیرا اگر نارس باشند، با گذر زمان نمی‌رسند.